# 56-й десантно-штурмовий полк (РФ)
56-й гвардійський десантно-штурмовий орденів Вітчизняної війни і Кутузова Донський козачий полк (56 ДШП, в/ч 74507) — військове з'єднання Повітрянодесантних військ Росії чисельністю в полк. Дислокується у місті Феодосія, в окупованому Криму, а до того дислокувався в м. Камишин, Волгоградська область.
У 90-х брав участь у Першій чеченській війні (1994—1996) і війні в Дагестані (1999).
У 2022 році полк брав участь у повномасштабному вторгненні РФ в Україну.

## Історія
У жовтні 1992 р. у зв'язку з розпадом СРСР, 56-та окрема гвардійська десантно-штурмова бригада Радянської армії була передислокована в станицю Зеленчуцька Карачаєво-Черекесії. Звідки маршем висунулася на місце постійної дислокації в селище Підгори під містом Волгодонськ Ростовської області. Територія військового містечка була колишнім вахтовим містечком будівельників Ростовської АЕС, розташоване в 3 км від атомної станції.
З грудня 1994 р. до серпня-жовтня 1996 р. зведений батальйон бригади воював в Чечні. 29 листопада 1994 р. в бригаду був відправлений наказ про формування зведеного батальйону і перекидання його в м. Моздок. Артдивізіон бригади брав участь в кінці 1995 р. — початку 1996 р. в операції під с. Шатой. Окремий взвод АГС-17 бригади з березня 1995 р.до вересня 1995 р. в складі зведеного батальйону 7 гв. ПДД брав участь в гірській кампанії в Веденському і Шатойському районах Чечні. За проявлену мужність і героїзм військовослужбовці нагороджені медалями та орденами. У жовтні—листопаді 1996 р. зведений батальйон бригади був виведений з Чечні.
У 1997 р. бригада була переформована на 56-й десантно-штурмовий полк, який увійшов до складу 20-ї гвардійської мотострілецької дивізії.
У липні 1998 р. наказом Міністра оборони РФ у зв'язку з поновленням будівництва Ростовської АЕС полк почав передислокацію в місто Камишин Волгоградської області. Полк був розміщений в корпусах розформованого в 1998 р. Камишинського вищого військово-будівельного командно-інженерного училища.
19 серпня 1999 р. десантно-штурмовий загін зі складу полку був направлений на посилення зведеного полку 20-ї гвардійської мотострілецької дивізії і був відправлений літерним військовим ешелоном в Республіку Дагестан. 20 серпня 1999 р. десантно-штурмовий загін прибув в село Ботліх. Надалі брав участь в бойових діях в Республіці Дагестан і в Чеченській Республіці. Батальйонна тактична група полку воювала на Північному Кавказі (місце дислокації — Ханкала).
У грудні 1999 р. підрозділи полку і ДШМГ ФПС прикривали чеченську ділянку російсько-грузинського кордону.
З 1 травня 2009 р. 56-й гвардійський десантно-штурмовий полк знову став бригадою. А з 1 липня 2010 р. вона перейшла на новий штат і стала іменуватися як «56-та окрема десантно-штурмова бригада (легка)».
Після 11 жовтня 2013 р. знаходиться у підпорядкуванні ПДВ РФ відповідно указу президента Російської Федерації № 776.
З 1 грудня 2021 року бригада переформована на 56-й гвардійський десантно-штурмовий ордена Вітчизняної війни Донський козачий полк з дислокацією у місті Феодосія, в окупованому Криму. У новому місці дислокації збудовано два гуртожитки, будівлю штабу, їдальню, контрольно-пропускний пункт, контрольно-технічний пункт, майданчик для ОВТ, полігон «Старокримський».

### Російсько-українська війна
У 2022 році полк у складі 7-ї десантно-штурмової дивізії взяв участь повномасштабній у війні з Україною, наступав з території Криму. Полк брав участь у захопленні Херсона і аеродрому в Чорнобаївці.
3 березня 2022 року деякі ЗМІ повідомили про ліквідацію підполковника Юрія Агаркова, який до 2021 року командував 56-ю окремою десантно-штурмовою бригадою.
Після відступу з Херсона у листопаді 2022, 56-й полк займав позиції на лівому березі Дніпра.
У серпні 2023 року частина підрозділів була перекинута до Запорізької області, на Токмацький напрямок, до села Роботине. Після понесених втрат частини 56 ДШП були доукомплектовані в'язнями з місць позбавлення волі.

## Командири
- (1990—1995) Сотник Олександр Олексійович
- (1995—1996) Мишанин Сергій Валентинович
- (1996—1997) Степаненко Рустам Алієвич
- Кірсі Павло Валентинович
- Тимофєєв Ігор Борисович
- (2012—2014) Лебедєв Олександр Віталійович
- (з 08.2014) Валітов Олександр Хусайнович

## Традиції
Днем народження формування вважається 11 червня 1943 року, коли були сформовані 7-ма і 17-та гвардійські повітрянодесантні бригади.[джерело?]

### Прапор
У період з вересня 1979 р. до осені 2013 р. як бойовий прапор бригада використовувала бойовий прапор 351-го гвардійського парашутно-десантного полку 105-ї гвардійської Віденської повітрянодесантної дивізії, на базі якої була сформована.

## Втрати
З відкритих джерел та публікацій журналістів відомо про деякі втрати частини:
- 2 імені загиблих у війні в Сирії
- 24 імені загиблих у російсько-українській війні